# Amarant-familien
Amarant-familien (Amaranthaceae) er vidt udbredt på kloden. Det er mere eller mindre sukkulente urter, som ofte har opsvulmet bladfod. De foretrækker lysåbne og tørre eller saltholdige levesteder: strandbredder, stepper, buskstepper eller ørkener. De små blomster har ofte kun få frugtanlæg. Frugterne er kapsler.
| Slægter |

- Amarant (Amaranthus)
- Mælde (Atriplex)[2]
- Bede-slægten (Beta)
- Celosia
- Gåsefod (Chenopodium) – også (men fejlagtigt) kaldet "Mælde"
- Ungkarleknap-slægten (Gomphrena)
- Salturt (Salicornia)
- Sodaurt (Salsola)
- Spinat (Spinacia)